# Разумовская, Екатерина Ивановна
Графиня Екатерина Ивановна Разумовская (урождённая Нарышкина; 11 (22) мая 1729 — 22 июля (2 августа) 1771, Санкт-Петербург) — статс-дама, кавалерственная дама, жена последнего гетмана Войска Запорожского, генерал-фельдмаршала Кирилла Григорьевича Разумовского.

## Биография
Дочь флотского капитана Ивана Львовича Нарышкина (1700—1734) и Дарьи Кирилловны Нарышкиной (1709—1730). Отец приходился племянником царице Наталье Кирилловне, то есть Екатерина Ивановна приходилась троюродной сестрой императрице Елизавете Петровне.
Мать скончалась, когда Екатерине был лишь год, а спустя ещё четыре года скончался и её отец. Росла и воспитывалась в доме дяди, Александра Львовича, пока цесаревна Елизавета Петровна не взяла её себе во фрейлины.
После вступления на престол Елизавета была рада сосватать близкую родственницу, богатейшую невесту в России за графа Разумовского, брата своего фаворита. 29 июня 1746 состоялось обручение, а спустя три месяца, 27 октября, и свадьба, в присутствии императрицы, «знатнейших обоего пола особ», иностранных послов и с почти царскими почестями и торжествами. На следующий день Екатерина Ивановна была объявлена статс-дамой с пожалованием «пребогатого портрета». Приданое Екатерины Ивановны составляло почти половину огромного состояния Нарышкиных: до 44 000 крестьян, с огромными пензенскими вотчинами, подмосковными Петровским-Разумовским, Троицким-Лыковым, Поливановым, Черкизово и целый квартал в Москве — Романов двор, а также 50 сундуков и ларцов с драгоценностями, мехами, серебром, полотном, парчой, книгами, гравюрами, деньгами и так далее.
По восшествии на престол Екатерина II удостоила Разумовских своим посещением, 25 июля 1762 года, возложив на Екатерину Ивановну Екатерининскую ленту. Однако скоро последовало охлаждение в отношениях. Недовольная гетманством Разумовского Екатерина II стала недоверчиво относиться не только к нему, но и к его жене. Так, узнав, что Разумовская собирается из Глухова в Санкт-Петербург, императрица через курьеров узнавала «народный ли это слух, или от верных людей слышано», и придиралась к путешествию графини. Так, в письме А. В. Олсуфьеву она писала: «Сказывают, что лошадей по ста на станциях безденежно брала, и будто два гренадера и сержант, которые везде перед нею шествовали, чуть не до смерти в Яжелбицах ямщика избили и если то так, то велеть курьеру, чтобы советовал обиженным мне подать челобитную».
В своих «Записках» Екатерина II отмечала, что хотя граф Разумовский и не по своей охоте женился, но «казалось, они хорошо жили». Однако семейное согласие в последние годы жизни графини часто нарушалось из-за любовных похождений фельдмаршала и разногласий в вопросе воспитания многочисленных детей, которых Екатерина Ивановна баловала.
Всегда оставаясь «верною супругой, попечительной матерью, доброй родственницей и кроткой госпожой в доме» Екатерина Ивановна Разумовская скончалась в Санкт-Петербурге в 1771 году. Была похоронена в Благовещенской церкви Александро-Невской лавры, рядом с графом Алексеем Григорьевичем Разумовским. По семейному преданию, у гроба её как родственницы покойной императрицы дежурили камергеры и придворные дамы.

## Семья
27 октября 1746 года Екатерина Нарышкина вышла замуж за Кирилла Разумовского (1728—1803). У супругов было шесть сыновей и пять дочерей:
- Наталья Кирилловна (1747—1837), фрейлина, с 1772 года была замужем за Николаем Александровичем Загряжским (1743—1821).
- Алексей Кириллович (1748—1822), действительный камергер, тайный советник, сенатор, министр народного просвещения.
- Елизавета Кирилловна (1749—1813), фрейлина, в 1775 году против воли отца и императрицы Екатерины, ранее заточившей по просьбе её отца её суженого генерал-адъютанта Петра Фёдоровича Апраксина (1728—1811)- отца её ребёнка — на полгода в Петропавловскую крепость за роман с фрейлиной с условием никогда не общаться с Елизаветой и её семьёй и после освобождения, вышла замуж за своего избранника, после чего он более 2 лет был секретным узником в монастыре на Урале. После освобождения мужа жила с мужем до смерти Екатерины II в Казани, так как ему был запрещён въезд в столицы. Их сын — Александр, агент русского правительства в Австрии. В браке родились также две дочери — Аделаида и Мария.
- Пётр Кириллович (1751—1823), обер-камергер, в 1774 году против воли отца женился на фрейлине С. С. Черторыжской, урождённой Ушаковой (1746—1806).
- Андрей Кириллович (1752—1836), светлейший князь, дипломат.
- Дарья Кирилловна (1753—1762), скончалась девятилетним ребёнком, похоронена в семейной усыпальнице своей матери в Московском Высоко-Петровском монастыре. Усыпальница находится в Боголюбском храме монастыря. В настоящее время в нём проводятся реставрационные работы. Надгробия до наших дней не сохранились.
- Анна Кирилловна (1754—1826), фрейлина, отличалась красивой наружностью, была замужем за князем В. С. Васильчиковым.
- Прасковья Кирилловна (1755—1808), фрейлина, против воли была выдана замуж за генерал-фельдмаршала И. В. Гудовича (1741—1820).
- Лев Кириллович (1757—1818), генерал-майор, был женат на Марии Григорьевне Голицыной, ур. Вяземской (1772—1865).
- Григорий Кириллович (1759—1837), геолог, ботаник, литератор, жил почти постоянно за границей.
- Иван Кириллович (1761—1802), генерал-майор, командир Малороссийского гренадерского полка.

- Кирилл Григорьевич
- Наталья Кирилловна
- Алексей Кириллович
- Елизавета Кирилловна
- Пётр Кириллович
- Андрей Кириллович
- Анна Кирилловна
- Лев Кириллович